# Rusty Bryant
Rusty Bryant, geboren als Royal G. Bryant (Columbus, 25 november 1929 - aldaar, 25 maart 1991), was een Amerikaanse souljazz- en r&b-saxofonist.

## Biografie
Bryant groeide op in Columbus, waar hij bekendheid kreeg in het plaatselijke jazzcircuit. Hij werkte daarna met Tiny Grimes en Stomp Gordon, voordat hij in 1951 een eigen ensemble formeerde. In 1955 tekende hij een contract bij Dot Records en nam in de tweede helft van de jaren 1950 meerdere albums op. Zijn nummer All Night Long, een snellere versie van het nummer Night Train, werd een hit in de Verenigde Staten in de r&b-hitlijst.
Bryants contract met Dot Records eindigde in 1957, waarna hij terugkeerde naar zijn geboortestad Columbus, om daar meestal lokaal op te treden, vaak met de pianist/organist Hank Marr. Hij kreeg aandacht door zijn medewerking aan het album That Healin' Feelin (1968) van Groove Holmes, hetgeen leidde tot een opnamesessie onder zijn eigen naam voor Prestige Records. Vanaf 1969 werkte hij mee aan een reeks albums van onder andere Boogaloo Joe Jones, Johnny Hammond Smith en Sonny Phillips. In 1970 verscheen zijn album Soul Liberation, dat commercieel succesvol was en zich plaatste in de Amerikaanse Black Albums-hitlijst op positie 35 en de Top Jazz Album-hitlijst op positie 15. Bryant vervolgde zijn opnameactiviteiten nog tot begin jaren 1980, daarna werkte hij meestal in Columbus.

## Overlijden
Rusty Bryant overleed in maart 1991 op 61-jarige leeftijd.

## Discografie

### Dot Records
- 1955: America's Greatest Jazz
- 1956: All Night Long
- 1957: Rusty Bryant Plays Jazzz

### Prestige Records
- 1969: Rusty Bryant Returns
- 1969: Night Train Now!
- 1970: Soul Liberation
- 1971: Fire-Eater
- 1971: Wildfire
- 1972: Friday Night Funk for Saturday Night Brothers
- 1973: For the Good Times
- 1974: Until It's Time for You to Go

### Phoenix Records
- 1980: Rusty Rides Again!
- 1981: With the Boss 4

- Bibliothèque nationale de France: cb13931865s (data)
- Gemeinsame Normdatei: 134966147
- International Standard Name Identifier: 0000 0000 5513 1412
- Library of Congress Control Number: n92008549
- MusicBrainz: 7a74392c-b934-4449-b3dc-02476f2a5095
- Virtual International Authority File: 5121098
- WorldCat: E39PBJxmFvmMvh8tQyKvFytMyd